# Henriette Hendel-Schütz

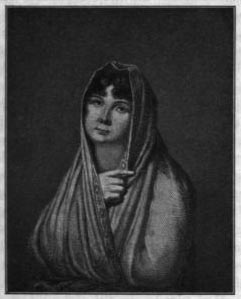
097-Henriette Hendel-Schütz-Svenska teatern 3

Johanne Henriette Rosine Hendel-Schütz, född 1772, död 1849, var en tysk skådespelare, dansös och pantomimartist. Hon var en framgångsrik skådespelare, men hon var mest känd som pantomimartist, där hon framförde tolkningar av antika gestalter genom tablåer, så kallade tableau vivants, något som då var en innovativ och populär konstform.
Henriette Hendel-Schütz tillhörde en familj av skådespelare, och debuterade på scenen som barn. Hon var engagerad vid Berlins statsteater som barnaktör från 1781 till 1785; mellan 1785 och 1788 var hon engagerad som subrett vid hovteatern i Schwedt, från 1796 till 1805 återigen i Berlin, då hon var en populär tragedienne, och från 1807 till 1820 vid Stadsteatern i Halle. Hon tillhörde däremellan kringresande sällskap och uppträdde som gästskådespelare fram till 1836.
Hennes karriär som pantomimartist inleddes då hon på 1790-talet uppträdde i Frankfurt, där hon lärde känna målaren Johann Georg Pforr, och i vars ateljé hon fick se Friedrich Rehbergs teckningar av Emma Hamiltons berömda tableaux vivants. Denna konstform betalade sig betydligt bättre än skådespeleriet, och hon turnerade därefter som pantomimartist. Hon blev mycket framgångsrik i denna genre. Mellan 1810 och 1817 företog hon turnéer i Tyskland, Holland, Danmark, Sverige och Ryssland.